# Zach Sobiech
Zachary „Zach“ David Sobiech (* 3. Mai 1995 in Stillwater, Minnesota; † 20. Mai 2013 ebenda) war ein US-amerikanischer Popsänger und Mitglied der Gruppe A Firm Handshake.

## Leben
Im Alter von 14 Jahren erkrankte Sobiech an einem Osteosarkom, einem bösartigen Knochentumor. Er verabschiedete sich im Alter von 17 Jahren von Freunden und Familie mit dem Lied Clouds, das am 5. Dezember 2012 auf YouTube hochgeladen wurde. Damit rief er ein großes Medienecho hervor, zunächst in den USA, schließlich auch in Deutschland und international. Zahlreiche Menschen, Gruppen und Künstler nahmen Anteil und antworteten ihm per Video mit ihrer Version seines Liedes, darunter Ashley Tisdale, Colbie Caillat, Anna Faris, Passenger, Jason Mraz, Rachel Bilson, Chris Pratt, Jenna Elfman, Jenna Fischer, The Lumineers, Bryan Cranston, Ed Helms und Phillip Phillips. In der Folge erhielt er einen Plattenvertrag und gab Konzerte. Die Einnahmen ließ er in die Zach-Sobiech-Stiftung fließen, um die Knochenkrebsforschung zu unterstützen. Zach Sobiech starb im Mai 2013 im Alter von 18 Jahren.
Seine Mutter Laura Sobiech verarbeitete den Tod ihres Sohns mit dem Buch Fly a Little Higher: How God Answered a Mom’s Small Prayer in a Big Way (2014; ISBN 978-0529100757). 
2020 wurde der zum Buch zugehörige Film Clouds veröffentlicht, in dem Sobiech von Schauspieler Fin Argus dargestellt wird. Mit der Veröffentlichung des Filmes wurde das Buch seiner Mutter in Clouds: A Memoir umbenannt. Der Regisseur des Filmes Justin Baldoni kannte Sobiech persönlich und machte sich zur Aufgabe seine Geschichte zu verfilmen.